# 佐兰·斯塔夫莱斯基
佐兰·斯塔夫莱斯基（1964年10月29日—），马其顿共和国政治人物。

## 生平
1964年，佐兰·斯塔夫莱斯基生于前南斯拉夫的奥赫里德市（今马其顿共和国境内）。2006年至2009年7月8日，担任马其顿共和国副总理。2009年7月8日至今担任马其顿共和国财政部长（兼副总理）。